# Mesochorus gracilis
Mesochorus gracilis är en stekelart som beskrevs av Carl Gustav Alexander Brischke 1880. Mesochorus gracilis ingår i släktet Mesochorus och familjen brokparasitsteklar. Inga underarter finns listade i Catalogue of Life.